# Helioctamenus hippopotamus
Helioctamenus hippopotamus là một loài bọ cánh cứng trong họ Zopheridae. Loài này được Schaufuss miêu tả khoa học năm 1882.